# ابراهیم وردیسی
ابراهیم بن سلیمان وردیسی همچنین شهرت‌یافته به ضریر (؟ - ۱۱۳۹م) فقیه و محدث عراقی بود. در وردیس، نزدیکی اسکاف، در نهروان از محلات بغداد به دنیا آمد. در جوانی به خود بغداد درآمد و از بزرگان بسیاری علم آموخت. او را هوشمند، حافظِ نام‌های رجال، موثق و با حسن سیرت ذکر کرده‌اند. در باب حرب بغداد دفن شد.